# Friedemann Pfäfflin
Friedemann Pfäfflin (* 1945) ist ein deutscher Psychiater, Sexualwissenschaftler, Psychotherapeut und Hochschullehrer, der öffentliche Aufmerksamkeit im Bereich der forensischen Psychiatrie und Psychotherapie und der Geschlechtsidentität erlangte.

## Werdegang
Pfäfflin ist Facharzt für Psychiatrie und Psychotherapie. Von 1978 bis 1992 arbeitete er in der Abteilung für Sexualforschung in der Psychiatrischen und Nervenklinik am Universitätsklinikum Hamburg-Eppendorf. 1992 wechselte er ans Universitätsklinikum Ulm, wurde 1995 zum Leiter der neu eingerichteten Sektion Forensische Psychotherapie berufen und blieb dort bis zu seiner Pensionierung am 30. September 2010.

## Arbeitsschwerpunkte
Pfäfflins Schwerpunkte waren Sexualforschung, Transsexualität / Transgenderismus, Forensische Psychiatrie und Psychotherapie, die Geschichte der Hamburger Psychiatrie während der NS-Zeit, und Psychotherapieprozessforschung.
Seine Arbeit auf dem Gebiet des Transsexualismus begann er mit einer Famulatur an der Psycho-Hormonal Research Unit der Psychiatrischen Klinik der Johns Hopkins University in Baltimore bei John Money. An dieser Klinik war 1963 die weltweit erste Gender Identity Clinic gegründet worden. Während seiner Zeit am Universitätsklinikum Hamburg-Eppendorf wurde dort eine der größten Stichproben von Trans-Personen behandelt, die aus ganz Deutschland und teils auch aus dem Ausland kamen. In Ulm setzte er diese Arbeit fort. 1997 gründete er zusammen mit Eli Coleman, University of Minnesota, Minneapolis, The International Journal of Transgenderism als Online-Zeitschrift, die sich inzwischen zur international führenden Fachzeitschrift der World Professional Association for Transgender Health (WPATH) entwickelt hat.-Gder Zeit von 1. Januar 1978 bis 31. März 1992 wurden von ihm nach eigenen Angaben 616 Patienten mit transsexueller Symptomatik behandelt, inkl. einzelner Patienten aus dem Ausland. In Ulm setzte er diese Arbeit fort.
Pfäfflin stand hormonellen und chirurgischen Behandlungen transsexueller Menschen zunächst skeptisch bis ablehnend gegenüber. Später erkannte er jedoch an, dass eine solche Behandlung durchaus oftmals zu einer Verbesserung der Lebensumstände und des psychischen Wohlbefindens der Patienten beiträgt und dass das Phänomen weitaus vielschichtiger, nicht so typisiert und komplexer ist, als teilweise von der Forschung angenommen wurde.
Von 1995 bis 1997 war er Präsident der Harry Benjamin International Gender Dysphoria Association, Inc. Zusammen mit Eli Coleman gründete er 1997 die Fachzeitschrift The International Journal of Transgenderism.
Seine Arbeit auf dem Gebiet der forensischen Psychiatrie begann er mit einer Studie über „Vorurteilsstruktur und Ideologie psychiatrischer Gutachten“ (Stuttgart, Enke, 1978), in deren Folge viele andere Autoren ähnliche empirische Untersuchungen zur Qualität psychiatrischer Gutachten durchführten. Zusammen mit Kolleginnen und Kollegen gründete er 1983 die im Psychiatrie-Verlag erscheinende Fachzeitschrift Recht & Psychiatrie, deren Herausgeberkreis er bis 2021 angehörte. 1968 wurde er zum Gründungspräsidenten der International Association for the Treatment of Sexual Offenders (IATSO) gewählt.

## Fall Mollath
Öffentliche Aufmerksamkeit erlangte Pfäfflin als Gutachter im „Fall Gustl Mollath“. Mollath wurde im Jahr 2006 als gemeingefährlich in das Bezirkskrankenhaus Bayreuth, Abteilung Klinik für Forensische Psychiatrie Bayreuth eingewiesen, nachdem er 2003 Anzeige wegen Schwarzgeldtransfers gegen Mitarbeiter der HypoVereinsbank erstattet hatte. Pfäfflin führte später in einem Gutachten aus, dass Mollaths Angaben weiterhin als „wahnhafte Störung“ anzusehen seien und bestätigte damit die Einweisungsdiagnose. Mollaths Gedanken, so Pfäfflin, kreisten dabei um einen „fernen Punkt von Unrecht“, das sich in der Welt ereigne und der den Kristallisationspunkt der wahnhaften Störung darstelle.

## Schriften (Auswahl)
- mit Hendrik van den Bussche und Christoph Mai: Die Medizinische Fakultät der Hamburger Universität und das Universitätskrankenhaus Eppendorf. In: Eckart Krause, Ludwig Huber, Holger Fischer (Hrsg.): Hochschulalltag im »Dritten Reich«. Die Hamburger Universität 1933–1945. 3. Teil. Berlin/Hamburg 1991 (= Hamburger Beiträge zur Wissenschaftsgeschichte. Band 3), S. 1259–1384.
- mit Astrid Junge: Geschlechtsumwandlung. Abhandlungen zur Transsexualität. Schattauer, Stuttgart u. a. 1992, ISBN 3-7945-1512-9.
- Transsexualität: Beiträge zur Psychopathologie, Psychodynamik und zum Verlauf. Enke, Stuttgart 1993, ISBN 3-432-25921-2.